# オレの心は負けてない
『オレの心は負けてない』（おれのこころはまけてない）は、2007年の日本映画。元慰安婦の在日韓国人、宋神道の在日韓国人元従軍慰安婦謝罪・補償請求事件を題材としたドキュメンタリー映画。

## スタッフ
- プロデューサー：梁澄子
- 監督：安海龍
- 撮影：梁澄子、安海龍、朴正植
- 編集：田中藍子
- 効果編集：金徳奎
- 効果編集補助：李泰官、李ポミ
- 音楽：張在孝、孫晟勲
- 歌：朴保
- ナレーション：渡辺美穂子